# 徳満城
徳満城（とくみつじょう）は、宮崎県えびの市東川北にあった日本の城（山城）。

## 概要
真幸院の領主・北原氏が築城した城で、築城当時は加久藤郷一帯の中心だった城である。
南を川内川、東を関川が流れる百貫山からの一部丘陵の、その比高28mの先端部を掘り切り、それより南面を城縄張りとしている（その堀切部分は現在、鹿児島県道・宮崎県道102号木場吉松えびの線となっている）。郭は高城・中之城・小城の三つに堀切を設けて区画分けされ、高城と中之城の間の堀が南北へ抜ける主要な通路にもなり、その途中の高城と中之城へ通じる通路が虎口を形成していた。
応永2年（1395年）北原5代北原範兼が、この城で相良氏の相良祐頼と宴会中に口論となり、刺し違えて両者とも死去するという事件が発生している。永享2年（1430年）には、奥州島津家の島津忠国に敗れた総州島津家の島津久林がこの城へ逃れ潜伏したものの、忠国に攻められて自害している。久林の墓は、城の西方4 - 500mの場所に存在する（供の者6名の石塔もあったというが、現存はしておらず）。
永禄2年（1559年）北原氏の家督問題に伊東義祐が介入、北原氏が事実上伊東氏に乗っ取られるが、永禄5年（1562年）に北原旧臣の白坂下総介が、島津貴久・相良義陽・北郷時久の協力を得て北原兼親を当主に北原氏を再興すると、徳満城主にして徳満地頭であった北原八郎右衛門尉は兼親に従った。
その後、北原氏が没落し、真幸院が島津氏の領有に帰すると、飯野城に入った島津義弘は徳満城の東にあった久藤城を改修、加久藤城として自らの妻子を住まわせたため、徳満城はその支城となった。